# NGC 7604
NGC 7604 ist eine linsenförmige Galaxie vom Hubble-Typ S0? im Sternbild Fische auf der Ekliptik, die schätzungsweise 175 Millionen Lichtjahre von der Milchstraße entfernt ist.
Entdeckt wurde das Objekt am 29. November 1864 vom deutschen Astronomen Albert Marth.